# Nógrád
Nógrád é um município da Hungria, situado no condado de Nógrád. Tem 29,54 km² de área e sua população em 2015 foi estimada em 1.395 habitantes.